# Your Song
"Your Song" är en ballad komponerad och framförd av Elton John med text av Bernie Taupin. Låten låg på Elton Johns självbetitlade andra album 1970.
Låten släpptes i USA i oktober 1970 som B-sida till "Take Me to the Pilot". Båda spelades dock ofta i radio, men "Your Song" föredrogs av discjockeys och ersatte "Take Me to the Pilot" som A-sida, och båda nådde såväl Storbritanniens som USA:s topp-10-listor.

## Låtskrivande och inspiration
"Your Song" är en mjuk blandning av flera stilar: soul, folkmusik och jazz, med R&B-inslag i refrängen. Instrumentuppsättningen  fokuserar på Elton Johns Leon Russell-influerade pianolåtar, samt akustisk gitarr, Paul Buckmasters stråkar samt rytminstrument. 
Texten beskriver romantiska tankar hos en oskyldig. Det börjar som en "vanlig" kärlekssång". Då sångens jag-person försöker komma ur sina känslor vilket Allmusic kallar "effective and sweet":.
Sången är en av flera låtar skrivna av Elton John och Bernie Taupin 1969. John angav exakt att den var färdig den 27 oktober. Det antogs ha tagit 10 minuter. Bernie Taupin hade skrivit texten tidigare under dagen över frukosten. Elton John kallar den en av hans favoriter, och spelar den på många konserter. I en intervju, kommenterade han att han inte tror han skrivit en bra kärlekssång.
"Your Song" var inspiration för låten "We All Fall In Love Sometimes" på Elton Johns album Captain Fantastic and the Brown Dirt Cowboy 1975 
Den första artisten som fick möjlighet att spela in Your song var Mary Hopkin som tackade nej på grund av textraden "How wonderful life is when you're in the world". Efter de singlar som Mary hade spelat in med Mickie Most som producent, Temma Harbour och Knock knock, who's there? tackade Mary nej till allt som var "remotely sweet" (citat från intervju med Mary Hopkin i Record Collectors, nr. 108, augusti 1988, med anledning av 20-årsjubileet av Apple Records).

## Mottagande
"Your Song" hyllades av kritiker då den kom, och Allmusic har sagt den "is a near-perfect song". John Lennon sade "the first new thing that's happened since we [The Beatles] happened." Rolling Stone Magazine kallade sången "pretty McCartneyesque ballad". 2004 hade Rolling Stone Magazine med den på sin lista över de 500 största låtarna genom tiderna, med placeringen #136.

## Listplaceringar och betydelse
Låten var Elton Johns första pophit. Den steg till placeringen #8 på Billboard Hot 100, medan den i Storbritannien nådde placeringen #7. 2002 spelade Elton John in sången i duett med operasångaren Alessandro Safina för den första Sport Relief-välgörenhetsgalan i TV, och nådde placeringen #4 i Storbritannien.

## Framföranden
- Elton John framförde den på Concert for Diana den 1 juli 2007.

Andra som framfört låten är:
- William Oliver Swofford

- Cilla Black
- Ben Folds
- John Frusciante (live)
- Ellie Goulding
- Josh Groban
- Al Jarreau
- Jyongri
- Keane
- Ronan Keating (båda med Boyzone och solo med Elton John)
- Noriyuki Makihara
- Roy Orbison
- Billy Paul
- Rod Stewart
- The Streets
- Three Dog Night
- Rick Wakeman (bara piano)
- Andy Williams
- Mia Martini, som sjöng den på italienska med titeln "Picnic" på albumet Il giorno dopo 1973.
- Pavarotti and Friends, Live på Pavarotti and Friends för War Child (1996)
- Ewan McGregor framförde den i filmen Moulin Rouge! 2001.
- Billy Joel (duett med Elton John i The Concert for New York City) den 20 oktober 2001
- John Barrowman (båda live för BBC Children in Need 2007 med Myleene Klass på piano på hans album Another Side 2007.
- Mike Skinner (The Streets) spelade in den för BBC Radio One som en del av firandet av dess 40-årsjubileum 2007.
- Mattias Andréasson framförde låten den 12 oktober 2007 i Idols fredagsfinal på temat filmmusik. Låten är med i Moulin Rouge.
- Tina Arena spelade in låten 2008 på albumet Songs of Love & Loss 2
- Christina Grimmie

I Dansbandskampen 2008 framfördes låten av Niceguyz.

## Format och spårlista
- 1970, USA, 7"-singel

1. . "Take Me to the Pilot" 3:43
2. . "Your Song" 3:57

- 1971, Storbritannien, 7"-singel

1. "Your Song"
2. "Into The Old Man's Shoes"

- 1978, Storbritannien, 7"-singel

1. "Your Song"
2. "Border Song"

- 1985, Storbritannien, 7"-singel

1. "Cry To Heaven"
2. "Candy By The Pound"
3. "Whole Lotta Shakin' Going On/I Saw Her Standing There/Twist And Shout [live]"
4. "Your Song [live]"

- 1987, Storbritannien, 7"-singel

1. "Your Song [live]"
2. "Don't Let The Sun Go Down On Me [live]"

- 1992, USA, 7"-singel

1. "Your Song"
2. "Border Song"

- 1999, USA, CD-singel

1. "Recover Your Soul [live]"  4:40
2. "Your Song [live]" 4:08

- 2000, USA, 12-singel

1. "We Belond [Pat Benatar] [remix]" 10:39
2. "Your Song [Junior's Vasquez Mix]"  10:00

- 2002 USA, CD-singel

1. "Your Song"  4:19
2. "Your Song [instrumental]"
3. "Your Song [video]"

- 2002 USA, 12-singel

1. "Your Song [Junior's Earth Anthem]"  10:31
2. "Your Song [Almighty Mix]" 7:21
3. "Your Song [Pretty In Pink Mix]"  6:29

## Listplaceringar
| Lista (1973)         | Topplacering |
| -------------------- | ------------ |
| US Billboard Hot 100 | 8            |
| UK Singles Chart     | 7            |

| Lista (2002)     | Topplacering |
| ---------------- | ------------ |
| UK Singles Chart | 4            |

| Lista (2007)     | Topplacering |
| ---------------- | ------------ |
| US Hot Ringtones | 1            |